# Дарна, справді…?
Дарна, справді…? (Darna, Kuno…?) — філіппінський фільм 1979 року режисера Лучано Б. Карлоса за сценарієм Тото Белано. Створений у жанрах комедії та фентезі, це пародія на героя коміксів Марса Равело та жінку-супергероїню Дарну. Роль Дарни Куно виконав філіппінський актор Долфі. Фільм вийшов на екрани 30 березня 1979 року. Комікс «Дарна» вперше був опублікований 13 травня 1950 року. Її написав Марс Равело та проілюстрував Нестор Редондо, який також ілюстрував для DC та Marvel Comics.
У фільмі супергероїня Дарна вагітна і не може виконувати свої героїчні обов'язки, поки не народить дитину. На тимчасову заміну вона призначає чоловіка. Магічний камінь Дарни наділяє чоловіка її супергеройськими здібностями, змушуючи його носити її костюм. Заступник повинен захищати свою позицію від інших потенційних замінників Дарни. І всі новоспечені супергерої повинні боротися з інопланетним вторгненням.

## Сюжет
Дондой (Долфі) — водій триколісного велосипеда, який був прихильником Аннабель (Кі). Дондоя висміювали сестра Аннабель, Естельга (Дельгадо), та її мати (де Вілья), але по ходу сюжету він стає добрим. Супергероїня Дарна (Дель Ріо) позичає Дондою свій магічний камінь, пояснюючи, що він потрібен їй, аби тимчасово зайняти її місце після того, як японські аніме-роботи Вольт V і Мазінгер Z її зґвалтували і вона завагітніла.
Якщо проковтнути камінь і вимовити ім'я Дарни вголос, магічний камінь перетворював Нарду, альтер-его Дарни, на Дарну. Долфі як Дарна-Куно бився з такими ворогами, як тікбаланги та асванг. Дізнавшись про таємницю Дарни Куно, Аннабель викрала у Долфі магічний камінь та стала Дарною Куно. І чоловіки, і жінки, що вдавали з себе Дарну, боролися з інопланетними загарбниками і перемогли їх. Справжня Дарна повернулася за своїм магічним каменем, несучи на руках дитину, одягнену в костюм Дарни.

## Акторський склад
- Долфі[6] — Дондой / Дарна Куно 1
- Лотіс Кі[6] — Анабель / Дарна Куно 2
- Марісса Дельгадо — Естельга
- Тіта де Вілья — мати Анабель і Естельги
- Ромі Наріо
- Тоніо Гутьєррес
- Діджай Дадівас
- Карло Веро

### Поява спеціальних гостей
- Бренда дель Ріо — Дарна
- Герман Морено — Сан-Педро
- Сенді Гарсія
- Крістофер де Леон — Кріс, двоюрідний брат Анабель
- Белла Флорес — манананггал
- Селія Родрігес — органістка, яка викрадала наречених
- Чаро Вальдес
- Ріо Лосін
- Лілія Мірафлор
- Руель Верналь — прибулець з космічного корабля
- Бата Батута Персонажі
  - Аліса Каматіс
  - Кардонг Кайодо
  - Так-талаок